# Страхув (Вроцлавський повіт)
Страхув (пол. Strachów, нім. Strachau) — село в Польщі, у гміні Собутка Вроцлавського повіту Нижньосілезького воєводства.
Населення — 73 особи (2011).

## Демографія
Демографічна структура станом на 31 березня 2011 року:
|          | Загалом | Допрацездатний вік | Працездатний вік | Постпрацездатний вік |
| -------- | ------- | ------------------ | ---------------- | -------------------- |
| Чоловіки | 38      | 11                 | 22               | 5                    |
| Жінки    | 35      | 4                  | 20               | 11                   |
| Разом    | 73      | 15                 | 42               | 16                   |